# 阿韦兹
阿韦兹（法語：Aveize，法語發音：[avɛz]）是法国罗讷省的一个市镇，属于里昂区。

## 地理
阿韦兹（45°40'57"N, 4°28'40"E）面积16.64 平方千米，位于法国奥弗涅-罗讷-阿尔卑斯大区罗讷省，该省份为法国中东部省份，北起顺时针与索恩-卢瓦尔省、安省、里昂大都会、伊泽尔省和卢瓦尔省接壤。
与阿韦兹接壤的市镇（或旧市镇、城区）包括：圣富瓦拉让蒂耶尔、苏济、圣热尼拉让蒂耶尔、夸斯河畔拉沙佩勒、迪埃尔讷。

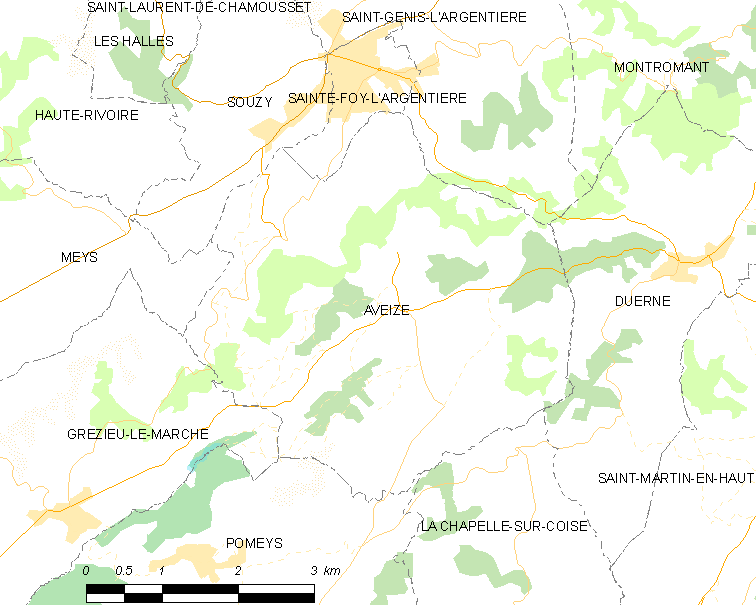
阿韦兹的OSM定位图

阿韦兹的时区为UTC+01:00、UTC+02:00（夏令时）。

## 行政
阿韦兹的邮政编码为69610，INSEE市镇编码为69014。

## 政治
阿韦兹所属的省级选区为沃涅赖县。

## 人口

1962-2008年间阿韦兹人口变化图示

阿韦兹于2022年1月1日时的人口数量为1108人。